# 鈴木愛之助
鈴木 愛之助（すずき あいのすけ、1861年7月24日（文久元年6月17日） - 1928年4月8日）は、明治期から大正期の産婦人科医、宮内省侍医。相模国出身。妻のハマは伊東玄朴の長女。

## 生涯
1861年7月24日（（旧暦）文久元年6月17日）、相模の鈴木良輔の長男として生まれる。東京大学が帝国大学となった1886年（明治19年）度に首席で卒業し直後に大学のスクリッパ博士の助手となり外科学を研究、同期には伊東重・岡田国太郎・桂秀馬・佐藤恒久・高畑挺蔵・三輪徳寛等がいた。
1887年（明治20年）5月ドイツ・オーストリアへの留学を命じられ産婦人科学を専攻、1890年（明治23年）12月6日帰国した。直後に宮内省侍医となる。侍医寮産婦人科専門家として天皇・皇后の信頼厚く国内行幸に際しては、多く随行した。1919年（大正8年）度印刷局『職員録』まで侍医職であることが確認できる。1928年（昭和 3年）4月8日午後4時30分、病気により死去（享年66歳）。

## 栄典
- 1910年（明治43年）2月10日 - 正五位[6]
- 1915年（大正4年）2月20日 - 従四位[7]
- 1915年（大正4年）12月1日 - 旭日中綬章[8]

## エピソード
- 歴史の証言者

鈴木愛之助は明治天皇の側近として、皇太后崩御に際し日頃感情をあらわされない天皇が悲嘆にくれられるご様子や、日露戦争開戦前夜食事が進まれないご様子の重要な証言者となっている。

## 論文・著作
- 「中外医事新報(261)」 P5「子宮後轉後屈症ニ就テ 鈴木愛之助」（日本医史学会 1891年2月）
- 「中外医事新報(262)」 P14「子宮後轉後屈症ニ就テ 鈴木愛之助」（日本医史学会 1891年2月）
- 「中外医事新報(263)」 P20「子宮後轉後屈症ニ就テ 鈴木愛之助」（日本医史学会 1891年3月）
- 「中外医事新報(264)」 P15「子宮後轉後屈症ニ就テ(續) 鈴木愛之助」（日本医史学会 1891年3月）
- 「中外医事新報(316)」 P1「初生兒ノ黄疸 鈴木愛之助」（日本医史学会 1893年5月）